# 桜井薬品 (宮城県)
桜井薬品株式会社（さくらいやくひん）は、かつて存在した医薬品・医療機器・一般用医薬品の卸売を中心とする日本の企業である。宮城県の薬種商としては「仙南堂薬品」（現・バイタルネット）・「山田仙寿堂（現・アスカム）」と並ぶ老舗で県下有数の卸業社であった。現在はアルフレッサ ホールディングスグループの1社「小田島」である。

## 概要
- 本社は宮城県仙台市中央2-5-10
- 代表取締役社長　桜井理一郎

## 沿革
- 明治1年「桜井伊之助薬輔」を創業
- 昭和38年「桜井薬品株式会社」設立
- 昭和48年12月「小田島薬店」が「佐野商店・卸部門」（秋田県秋田市）と「桜井薬品・卸部門」（宮城県仙台市）と合併し「株式会社小田島」に商号変更

## 営業所
- 石巻営業所

## 主な取引メーカー
- 武田薬品工業　等